# Надь, Эрнё
Эрнё Надь (венг. Nagy Ernő; 2 августа 1898 — 8 декабря 1977) — венгерский фехтовальщик, олимпийский чемпион.
Эрнё Надь родился в 1898 году в Фачаде (современный Фэджет в Румынии). В 1916 году был призван во флот.
В 1929 году Эрнё Надь завоевал бронзовую медаль чемпионата Венгрии. В 1931 и 1932 годах становился чемпионом Венгрии, а на Олимпийских играх в Лос-Анджелесе завоевал золотую олимпийскую медаль в командном первенстве на саблях. В 1933 году завоевал две золотых и одну бронзовую медали чемпионата Венгрии, в 1934 — две золотых медали чемпионата Венгрии, в 1936 году вновь стал чемпионом Венгрии.